# 永兴街道 (成都市)
永兴街道，原为永兴镇，是中华人民共和国四川省成都市双流区下辖的一个乡镇级行政单位。2019年12月，撤销永兴镇、三星镇，设立永兴街道，以原永兴镇和原三星镇所属行政区域为永兴街道的行政区域，永兴街道办事处驻世纪街55号。

## 行政区划
永兴街道下辖以下地区：
永兴场社区、三星场社区、天福社区、干塘村、明水村、红花村、丹土村、龙星村、南新村、河山村、井堰村。